# Wendy (Hörspiel)
Wendy ist eine Hörspielserie für Kinder und Jugendliche, die auf den Comics der gleichnamigen Mädchenzeitschrift beruht.

## Übersicht
Die Wendy-Hörspiele sind in verschiedenen Produktionsphasen erschienen. Sie orientieren sich an den Comicvorlagen aus den gleichnamigen Pferdecomics von Ehapa.
Zunächst wurden die Hörspiele vom Ehapa Verlag unter dem Label Europa veröffentlicht. Die von 1989 bis 1993 produzierte Serie wurde nach 22 Folgen abgesetzt. Sie basierte auf den Dialogbüchern von H. G. Francis, der bereits einige Wendy Romane verfasst hatte. Heikedine Körting führte die Regie und produzierte die Hörspielserie. Die Sprecher der Serie waren: Rainer Schmitt, Samira Chanfir, Holger Mahlich, Micaëla Kreißler, Katharina Brauren, Ann Montenbruck, Pamela Grundschok, Tobias Pauls, Mark Seidenberg und Michael Harck.
Es folgten ab dem 1. März 1994 30 Folgen von Kiosk mit neuen Sprechern, unter anderem Hubertus Bengsch, Ranja Bonalana, Jürgen Kluckert, Melanie Hinze, Julia Ziffer und Björn Schalla. Die Sprecher von Wendy, Bianca, Vanessa, Flavio, Gunnar, Ingrid und Mark sprechen diese auch in der neuseeländischen Wendy Fernsehserie aus dem Jahr 1995.
Nachdem das Label Kiosk in Kiddinx umbenannt wurde, wurde die Serie mit Folge 31 und denselben Sprechern weitergeführt. Später erschienen auch die ersten 30 Kiosk Folgen bei Kiddinx.
Die Hörspiele von Europa, Kiosk und Kiddinx sind einander sehr ähnlich. So gibt es in allen Serien dieselben Hauptfiguren. Viele der Nebenfiguren wie Pferdewirt Karl Ruthfuss oder Wendys Lehrer Spinne (Herr Festen) kommen sowohl bei Europa als auch bei Kiosk/Kiddinx vor. Nur die Sprecher und die einzelnen Abenteuer unterscheiden sich. Die Geschichten von Europa spielen zeitlich gesehen vor denen von Kiosk und Kiddinx. Während H. G. Francis das Dialogbuch für jede der Europa Folgen verfasste, war er lediglich Autor der ersten 21 Wendy Folgen von Kiosk und Kiddinx. Nach H.G Francis schrieben dort Nelly Sand (Folgen 22–43, 45–68) und Markus Dittrich (Folge 44) das Dialogbuch. Kiddinx empfiehlt die Serie für Kinder ab 7 Jahren. Kritiker meinen, die Serie sei sowohl für Jungen als auch für Mädchen sowie für Jung und Alt geeignet.
Von 2013 bis 2015 wurden außerdem zwölf Wendy-Hörspiele von dem Label Edel Kids produziert. Die Hörspiele basieren auf den gleichnamigen Episoden der Wendy-Animationsserie. Susanne Sternberg schrieb die Dialogbücher zu der Hörspielserie. Diese Hörspielserie unterscheidet sich von den bisherigen Wendy-Serien. So hat Wendy hier eine kleine Adoptivschwester namens Sina, anstatt einer großen Schwester namens Alexa. Mit Sina, ihrer Oma und ihren Eltern lebt Wendy auf Rosenborg. Oliver Anders kommt in der Serie gar nicht vor, einige Figuren tragen hingegen andere Nachnamen: Vanessa Thorsteeg-Held heißt in dieser Serie Vanessa Mahler und Bianca Herrmann heißt Bianca Krämer. Auch der Stil dieser Hörspiele ist anders. Die einzelnen Geschichten sind viel kürzer und sind für etwas jüngere Kinder gedacht.
2017 erschien Wendy – Das Original-Hörspiel zum Kinofilm produziert von Karussell. Es basiert auf dem Kinofilm Wendy – Der Film. Thomas Karallus schrieb das Dialogbuch zum Hörbuch anhand des Filmdrehbuchs von Carolin Hecht. Das Hörspiel zum Film unterscheidet sich stark von den vorherigen Hörspielen; so ist Wendy auf dem Reiterhof ihrer Oma zu Besuch und lebt nicht dort. Sie hat keine Schwestern, sondern einen Bruder namens Tom. Viele Figuren aus den vorherigen Hörspielen, wie zum Beispiel Wendy, ihre Eltern Gunnar und Heike, Oma Herta, Vanessa oder Wendys Pferd Dixie tauchen auch in diesem Hörspiel auf. Jedoch gibt es andere Hintergrundgeschichten zu diesen Figuren, die sich nicht mit den Handlungen aus den vorherigen Hörspielen vereinbaren lassen.

## Handlung
Wendy und ihre Freunde verbringen einen Großteil ihrer Freizeit auf dem Reiterhof Lindenhöhe, der Wendys Eltern gehört, später Rosenborg. Dabei erleben sie viele Abenteuer. So gehen sie zum Beispiel gemeinsam gegen Tierquäler oder Verbrecher vor, nehmen an Reitwettkämpfen teil oder setzen sich für die Menschen in ihrer Umgebung ein.

## Sprecher
| Rolle                                                                                                  | Sprecher*in                              | Sprecher*in                                  | Sprecher*in           | Sprecher*in        |
| Rolle                                                                                                  | Europa                                   | Kiosk und Kiddinx                            | Edel Kids             | Karussell          |
| --- | ---------------------------------------- | -------------------------------------------- | --------------------- | ------------------ |
| Erzähler*in                                                                                            | Rainer Schmitt                           | Hubertus Bengsch                             | Celine Fontanges      | Susanne Sternberg  |
| Wendy Thorsteeg                                                                                        | Samira Chanfir                           | Ranja Bonalana                               | Luisa Wietzorek       | Jule Hermann       |
| Gunnar Thorsteeg                                                                                       | Holger Mahlich                           | Jürgen Kluckert                              | Wolfgang Wagner       | Benjamin Sadler    |
| Heike Thorsteeg                                                                                        | Micaëla Kreißler                         | Marianne Groß                                | Ulrike Stürzbecher    | Jasmin Gerat       |
| Oma Herta                                                                                              | Katharina Brauren                        | Ingeborg Wellmann                            | Katarina Tomaschewsky | Maren Kroymann     |
| Vanessa Thorsteeg-Held (Europa, Kiosk & Kiddinx) Vanessa Mahler (Edel Kids) Vanessa Immhof (Karussell) | Ann Montenbruck                          | Melanie Hinze                                | Olivia Büschken       | Henriette Morawe   |
| Ingrid Thorsteeg-Held                                                                                  | Sabine Hahn                              | Constanze Harpen, Eva-Maria Werth            | –                     | –                  |
| Alexa Thorsteeg                                                                                        | Simone Seidenberg                        | Sabine Jäger                                 | –                     | –                  |
| Sina Thorsteeg                                                                                         | –                                        | –                                            | Katharina Ritter      | –                  |
| Bianca Herrmann (Europa, Kiosk & Kiddinx) Bianca Krämer (Edel Kids) Bianca (Karussell)                 | Pamela Grundschok                        | Julia Ziffer                                 | Millie Forsberg       | Lea Eileen Stönner |
| Oliver Anders                                                                                          | Tobias Pauls                             | Björn Schalla                                | –                     | –                  |
| Flavio Scalini                                                                                         | Michael Harck                            | Frank Schaff                                 | Michael Wiesner       | –                  |
| Mark Benson                                                                                            | Mark Seidenberg                          | Till Hagen                                   | –                     | –                  |
| Karl Ruthfuss                                                                                          | Henry König                              | kein Sprecher, wird in vielen Folgen erwähnt | –                     | –                  |
| Wachtmeister Struwe                                                                                    | Jürgen Thormann/Wolfgang Schimmelpfennig | Manfred Petersen                             | –                     | –                  |
| Tierarzt Dr. Waldus Packmoor                                                                           | Thomas Schüler                           | Peter Groeger                                | –                     | –                  |

## Figuren

### Europa, Kiosk und Kiddinx
Die Figuren von Europa, Kiosk und Kiddinx sind dieselben und werden daher zusammen aufgeführt.

#### Wendys Familie
- Wendy Thorsteeg ist 15 Jahre alt und lebt gemeinsam mit ihrer Familie auf dem Reiterhof Lindenhöhe. Später zieht sie nach Rosenborg. Wendy ist eine überdurchschnittlich gute Reiterin und gewinnt fast jedes Turnier.
- Gunnar Thorsteeg ist der strenge, aber humorvolle Vater von Wendy.
- Heike Thorsteeg ist die Mutter von Wendy.
- Oma Herta ist die freundliche Oma von Wendy.
- Alexa Thorsteeg ist die Schwester von Wendy. Sie lebt in Hamburg und studiert Modedesign.
- Vanessa Thorsteeg-Held ist die Cousine von Wendy. Sie ist ein wenig eingebildet. Vanessa wohnt auf Lindenhöhe, später zieht sie auf die Schönheitsfarm ihrer Mutter. Sie gehört zu Wendys Freundeskreis und möchte Model werden.
- Ingrid Thorsteeg-Held ist die Tante von Wendy und die Mutter von Vanessa. Ihr gehört das Pferd Ashanti. Sie baut eine Schönheitsfarm auf, die, genau wie Lindenhöhe, bei einem Feuer abbrennt.

#### Wendys Freunde
- Bianca Krämer (oder Herrmann) ist die beste Freundin von Wendy. Biancas Vater arbeitet bei der Polizei und ist außerdem Brandexperte.
- Oliver Anders ist ein guter Freund von Wendy. Er macht gerne Witze.

#### Das Personal vom Reiterhof
- Mark Benson ist Reitlehrer. Er bildet nebenbei Pferde aus. Er ist Engländer und sieht sehr gut aus. Sein Pferd ist ein Trakehner Hengst namens Alhavid, den er später verkauft. Danach kümmert er sich um den wilden Hengst Hero. Vanessa hat sich ein wenig in Mark verliebt.
- Flavio Scalini ist Stallbursche. Er ist Italiener und sehr an Autos interessiert. So bastelt er ständig an seinem eigenen Auto herum.
- Karl Ruthfuss ist Pferdewirt. Er ist für die Pferde auf dem Reiterhof zuständig und sorgt für diese, wenn sie krank werden. Ruthfuss redet nicht viel. Wendy sagt einmal, dass man ihn fünfmal anstoßen muss, bevor er den Mund aufmacht.

#### Die Tiere vom Reiterhof

##### Die Pferde
- Penny und später auch Miss Dixie sind die Pferde von Wendy. Miss Dixie ist eine Pintostute und ein Westernpferd. Penny ist eine Hannoveraner-Schimmel-Stute.
- Navarro ist das Pferd von Oliver. Er ist ein Rappe.
- Tarik ist Vanessas Pferd und ein Araber. Als Vanessa noch kein eigenes Pferd hat, reitet sie insbesondere auf Asta oder Missouri. Jedoch kümmert sich Vanessa nicht so sehr um die Stute Asta, sondern lässt Flavio alles erledigen. Daher hat Asta schließlich keine Lust mehr mit Vanessa auszureiten. Schließlich lernt Vanessa mehr und mehr für sie da zu sein.
- Alhavid ist ein Trakehnerhengst und gehört Mark Benson. Mark verkauft ihn, da er sein Geld auch mit dem Ausbilden von Pferden verdient. Danach kümmert er sich um Hero, einen sehr wilden Holsteiner-Hengst. Gunnar Thorsteeg kauft ihn vom Schlachter. Er hatte seinen vorherigen Besitzer schwer verletzt. Mark Benson versucht ihn zu bändigen.
- Die Stute Tropic und der Württembergerwallach Prinz gehören Bianca. Als Bianca noch kein eigenes Pferd hat, reitet sie zunächst auf Thore, einem freundlichen Haflinger oder Bastard, einem klugen und willigen Holsteiner.
- Ashanti ist ein Wallach. Er gehört Vanessas Mutter.
- Onyx ist ein Deckhengst und das Pferd von Gunnar Thorsteeg.

##### Weitere Tiere
- Wuschel ist Wachhund auf dem Reiterhof.
- Kater Heinrich und Katze Molly leben auf dem Reiterhof.
- Maximilian und Moritz sind Esel auf dem Reiterhof.
- Hein Mück ist ein Ziegenbock, der auf dem Reiterhof lebt.

#### Weitere Figuren
- Wachtmeister Struwe ist Polizist. Er ist der Meinung, dass in seiner Jugend alles besser war und es nicht so viele Verbrechen gab.
- Spinne (Herr Festen) ist der Klassenlehrer von Wendy. Er ist lang dürr und hat riesige Arme. Er ist unsportlich und hat wenig für Pferde übrig.
- Dr. Waldus Packmoor ist Tierarzt und wird immer zu Hilfe gerufen, wenn ein Tier in Not ist.

### Edel Kids
Die Figuren bei Edel Kids unterscheiden sich ein wenig von den Figuren von Europa, Kiosk und Kiddinx und werden daher einzeln aufgeführt.
- Wendy Thorsteeg ist eine 15-jährige Reiterin. Sie lebt gemeinsam mit ihren Eltern, Gunnar und Heike, sowie ihrer Oma Herta auf Gut Rosenburg. Wendy hat zwei Pferde, Penny und Miss Dixie. Miss Dixie ist ein neues Pferd und anfangs noch ein wenig schwierig, weshalb Gunnar sie verkaufen will. Wendy kann ihn, mit Unterstützung des Pferdeflüsterers Jojo, davon überzeugen, dass Dixie bleiben kann.
- Sina Thorsteeg ist die 13-jährige Adoptivschwester von Wendy. Sie ist eine gute Reiterin und reitet auf ihrem Pony Pablo. Ihre Mutter Sarah war eine gute Freundin von Wendys Mutter. Als Sarah starb, nahmen Wendys Eltern Sina auf.
- Juana ist die beste Freundin von Sina, die oft auf dem Reiterhof übernachtet.
- Christian Decker ist ein Reiter und der größte Konkurrent von Wendy. Seine Eltern legen viel Wert darauf, dass Christian die Turniere gewinnt. Deshalb kämpft Christian manchmal mit unsauberen Mitteln. Christian reitet auf dem Belgischen Warmblut Sultan.
- Bianca Krämer ist die beste Freundin von Wendy. Ein eigenes Pferd hat sie nicht, jedoch reitet sie auf dem Schulpferd Prinz. Biancas Vater ist Hans Krämer, ein Polizist.
- Vanessa Mahler ist die Cousine von Wendy. Sie hat zwei Stiefgeschwister, die Zwillinge Tanja und Robin, die Kinder des neuen Ehemanns ihrer Mutter. Sie reitet auf Tarik und möchte gerne berühmt werden.
- Jerry Kiesemann ist ein guter Freund von Wendy, der sich in Wendy verliebt hat. Er reitet auf seinem Pferd Bajan.

### Karussell
Die Figuren bei Karussell unterscheiden sich stark von den Figuren von Europa, Kiosk und Kiddinx sowie Edel Kids und werden daher einzeln aufgeführt.
- Wendy Thorsteeg lebt gemeinsam mit ihren Eltern, Gunnar und Heike, sowie ihrem Bruder Tom in einer Stadt. Vor Pferden und dem Reiten hat sie Angst, seitdem sie einen Unfall hatte und von einem Pferd geworfen wurde. Deshalb ist sie nicht gerade begeistert, als sie hört, dass ihre Eltern auf den Reiterhof ihrer Großmutter, Gut Rosenborg, fahren wollen.
- Dixie ist ein Hengst, der aus dem Zirkus stammt und geschlachtet werden soll. Er mag Wendy und läuft ihr ständig hinterher. Durch Dixie lernt Wendy ihre Angst vor Pferden zu überwinden.
- Vanessa Immhof ist eine Nachbarin und starke Konkurrentin von Wendy. Als Wendy versucht, den Hengst Dixie vor dem Metzger zu retten, versucht Vanessa wiederholt, dies zu verhindern und verpfeift Wendy beim Metzger.
- Ulrike Immhof ist die Mutter von Vanessa. Sie führt den Reiterhof St. Georg. Um die Konkurrenz auszuschalten, will sie der von Geldsorgen geplagten Oma Herta den Reiterhof Gut Rosenborg abkaufen.
- Metzger Röttgers gehört eine Metzgerei. Er möchte Dixie schlachten, da dieser ihn verletzt hat.
- Mücke ist der Enkel von Metzger Röttgers und ein guter Freund von Vanessa Immhof. Gemeinsam mit Vanessa versucht er Dixie wieder zu seinem Großvater zurückzubringen. Als er jedoch sieht, wie sehr Wendy Dixie mag, kann er es nicht übers Herz bringen, Wendy an seinen Großvater zu verraten.

## Handlungsorte

### Lindenhöhe
Lindenhöhe ist ein Reiterhof. Wendy, ihre Eltern sowie ihre Tante Ingrid und Cousine Vanessa leben dort. Tante Ingrid und Vanessa leben in der Nähe, da Vanessa mit dem Auto nach Lindenhöhe gefahren ist.
In Lindenhöhe gibt es viele verschiedene Tiere: Neben Pferden sind dort unter anderem ein Hund (Wuschel), Katzen, Ziegen und Hühner zu finden. Pferderassen, die es auf Lindenhöhe gibt, sind: Araber, Trakehner, Holsteiner, Bosniaken, Hannoveraner, Appaloosa, Haflinger, Islandpferde und Pintos.
Eines Tages brennt Lindenhöhe bis auf die Grundmauern ab. Die Tiere und Menschen auf dem Reiterhof können noch rechtzeitig in Sicherheit gebracht werden. Das Feuer entstand an vier verschiedenen Stellen. An einer Stelle wurde ein Feuer durch einen Sportwagen verursacht, der auf einem Feldweg abgestellt wurde, der für Autos gesperrt war. Das Gras wuchs dort sehr hoch und reichte bis zum glühend heißen Katalysator, der das Gras in Brand setzte. Es kam zu einem Schwelbrand. Der Wind fachte das Feuer an und breitete es weiter aus. Aus unbekannten Gründen entstanden an drei weiteren Stellen Feuer, die sich ebenfalls ausbreiteten. Das Feuer wurde in die umliegenden Wälder und Wiesen hineingetragen und setzte auch einige Häuser in Brand, darunter Lindenhöhe und Ingrid Thorsteeg-Helds Schönheitsfarm, die beide bis auf die Grundmauern abbrannten.

### Rosenborg
Nachdem der Reiterhof Lindenhöhe abbrennt, ziehen Wendy und ihre Familie nach Rosenborg. Wendys Vater Gunnar kauft den verwaisten Reiterhof direkt nach dem Brand. So können Familie und Tiere direkt dort einziehen und müssen nicht nach einer anderen Bleibe Ausschau halten. Die Tiere vom Reiterhof Lindenhöhe werden alle mitgenommen. Da der neue Reiterhof mehr kostet, als die Versicherung für den Brandschaden auf Lindenhöhe bezahlt, muss Gunnar Thorsteeg einige seiner Pferde verkaufen. Zu ihrer Erleichterung kann Wendy ihre beiden Stuten Miss Dixie und Penny behalten und mit nach Rosenborg bringen.

## Folgenübersicht

### Europa (1989–1993)
Die Hörspiele von Europa sind nur auf Kassette erschienen. Die Figuren sind dieselben wie später bei Kiosk oder Kiddinx. Die einzelnen Geschichten unterscheiden sich jedoch. Sie spielen zeitlich vor den Folgen von Kiosk und Kiddinx. Die Regie führte Heikedine Körting und H. G. Francis schrieb das Drehbuch.
1. Reiterhof Lindenhöhe in Gefahr  (1989)
2. Die Schnitzeljagd (1989)
3. Das große Springturnier (1989)
4. Wendy rettet eine Freundin (1989)
5. Wendy und der Isländer (1989)
6. Ein Fohlen für Vanessa (1989)
7. Hero darf nicht sterben (1990)
8. Ein Cowboy aus dem Land der Pferde (1990)
9. Heimlichkeiten (1990)
10. Ringreiten (1990)
11. Miss Dixie wird gestohlen (1991)
12. Fuchsjagd (1991)
13. Min Deern – mein bester Freund (1991)
14. Vier Pferde für zwei (1991)
15. Die Wette (1991)
16. Der Fall ‚Blue Wind‘ (1991)
17. Lauf, Lisa, lauf (1992)
18. Miss Dixie und das Zirkuspferd (1992)
19. Ein Pferd für Jessika (1992)
20. Miss Dixie und der Banküberfall (1992)
21. Geheimnisse um Lindenhöhe (1992)
22. Ein fairer Wettkampf (1993)

### Kiosk (1994–2000) und Kiddinx (seit 2000)
Die Serie von Kiosk/Kiddinx spielt zeitlich nach den Folgen von Europa. H. G. Francis schrieb alle Folgen von Europa und die 21 ersten Folgen von Kiosk/Kiddinx. Allerdings gibt es andere Sprecher bei Kiosk/Kiddinx.
Nach der Umfirmierung von Kiosk in die Kiddinx Entertainment GmbH, im Jahr 2000, wurden die Hörspiele ab Folge 31 bei Kiddinx weitergeführt. Später wurden auch die 30 Kiosk Folgen neu überarbeitet bei Kiddinx veröffentlicht.
1. Angst um Lindenhöhe (1994/2008)
2. Wendy muss gewinnen (1994/2008)
3. Meine Freundin "Penny" (1994/2008)
4. Der Pferdedieb (1994/2008)
5. Nur ein bisschen Gift (1994/2008)
6. Das Fohlen "Trolle" (1994/2008)
7. "Ravenna" gehört mir! (1994/2008)
8. Die geheimnisvolle Reiterin (1994/2008)
9. Glaub an dich, Petra! (1994/2008)
10. Esters Pferd (1995/2008)
11. Max, der Kobold (1995/2008)
12. Geheimnis um "Coltano" (1995/2008)
13. Alexa sorgt für Wirbel (1995/2008)
14. Streit um "Axis" (1995/2007)
15. Vanessa macht einen Fehler (1995/2007)
16. Wendy in Amerika (1996/2007)
17. Ein Araber auf der Lindenhöhe (1996/2007)
18. Feuer auf der Lindenhöhe (1996/2007)
19. Einzug in Rosenborg (1996/2007)
20. Die Pferde vom Zirkus Rombasti (1997/2007)
21. Ein Pferd namens Bardi (1997/2007)
22. Wendy verliebt sich (1997/2007)
23. Das Osterfeuer (1997/2006)
24. Das tanzende Pferd (1998/2006)
25. Das Weihnachtsfohlen (1998/2006)
26. Die Geburtstagsparty (1999/2006)
27. Der Wanderritt (1999/2006)
28. Die Seehundstation (1999/2006)
29. Der Gnadenhof (2000/2004)
30. Der Liebesbrief (2000/2004)
31. Die Wiener Hofreitschule (2000)
32. Die neue Tierärztin (2001)
33. Ein Telegramm aus Amerika (2001)
34. Besuch aus Island (2001)
35. Wo Ist Dixie? (2002)
36. Das Filmpferd (2002)
37. Chaos auf der Western-Ranch (2003)
38. Der Austauschschüler (2003)
39. Rettung für’s Tierheim (2004)
40. Gefahr für ‚Avalon‘ (2004)
41. Ärger in der Schule (2005)
42. Eine böse Überraschung (2005)
43. Verliebt in einen Fussballstar (2006)
44. Nicht um jeden Preis (2006)
45. Der Traumtyp (2007)
46. Das Schulpraktikum (2007)
47. Sorge um Wirbelwind (2007)
48. Die neue Freundin (2008)
49. Das große Springturnier (2008)
50. Verschwörung im Internat (2008)
51. Der Pferdeflüsterer (2009)
52. Boygroup auf Rosenborg (2009)
53. Im Land der Fjordpferde (2010)
54. Sturm über Rosenborg (2010)
55. Rodeo auf der Westernranch (2011)
56. Ärger Beim Voltigieren (2011)
57. Das Reiterspiele-Fest (2012)
58. Silberauge in Not (2012)
59. Rettet das Café Blu (2013)
60. Der Zauber Irlands (2013)
61. Freunde in Not (2014)
62. Die Heimliche Prinzessin (2014)
63. Oliver verliebt sich (2015)
64. Friesen in Gefahr (2015)
65. Der Giftalarm (2016)
66. Wendy in Südfrankreich (2016)
67. Ein Trakehner auf Rosenborg (2017)
68. Auf dem Pferdemarkt (2017)
69. Abenteuer in der Piratenbucht (2018)
70. Fotoshooting mit Hindernissen (2018)
71. Auf der Curly Horse Ranch (2019)
72. Diebstahl auf Rosenborg (2019)
73. Die Überschwemmung (2020)
74. Weihnachten auf Rosenborg (2020)
75. Ein Rivale zum Verlieben (2021)
76. Onyx in Gefahr (2021)
77. Die Pechsträhne (2022)
78. Kampf ums Heu (2022)
79. Besuch aus Norwegen (2023)
80. Die Influencerin (2023)

### Edel Kids (2013–2015)
Die Hörspiele von Edel Kids basieren auf den Folgen der gleichnamigen Animationsserie.
1. Der sechste Sinn (2013)
2. Pferdeklau (2013)
3. Dreharbeiten auf Rosenborg (2014)
4. Sina Im Rampenlicht (2014)
5. Die Westernreit-Show (2014)
6. Der heimliche Blogger (2014)
7. Die Ausreißerin (2014)
8. Die Geisterjagd (2014)
9. Zu viel des Guten (2015)
10. Angst vor Wasser (2015)
11. Fiese Tricks (2015)
12. Beste Freunde (2015)

### Karussell (2017–2018)
1. Wendy – Das Original-Hörspiel zum Kinofilm (2017)
2. Wendy 2 – Das Original-Hörspiel zum Kinofilm (2018)

## Rezeption

### Auszeichnungen
- Goldene Schallplatte[10]
  - 3× Gold für die Folgen:
    - 37. Chaos auf der Western-Ranch (Kiddinx)
    - 38. Der Austauschschüler (Kiddinx)
    - 41. Ärger in der Schule (Kiddinx)

- Kids-Award
  - 4× Gold für die Folgen:
    - 36. Das Filmpferd (Kiddinx)
    - 39. Rettung für’s Tierheim (Kiddinx)
    - 40. Gefahr für ‚Avalon‘ (Kiddinx)
    - 42. Eine böse Überraschung (Kiddinx)

### Kritiken

#### Europa
Autor Horst Heidtmann beschreibt Wendy in seinem Buch Kindermedien als eine Serie, in der es insbesondere um das Reiten, Freundschaften und Ärger mit den Gästen gehe.
Hörspielland lobt das Dialogbuch und die spannenden Erzählungen. Außerdem sei die Hintergrundmusik gut ausgewählt worden und die Sprecher seien beeindruckend. Die Serie sei nicht nur für Pferdeliebhaber, sondern für Jungen und Mädchen geeignet. Weiter wurde Heikedine Körting für die Regie und Produktion gelobt. Zudem würde die Serie Werte wie Freundschaft und Hilfsbereitschaft vermitteln. Die Geschichten würden einfühlsam erzählt und die Figuren seien liebevoll gestaltet.

#### Kiosk und Kiddinx
Horst Heidtmann von ekz-Medien-Info findet, dass die Titelfigur genregemäß, konventionell gestaltet,
überdurchschnittlich klug und geschickt sei. Neben den sieben- bis elfjährigen Leserinnen der Zeitschrift Wendy, sei die Hörspielserie auch für ältere Mädchen und Jungen interessant. Detlef Kurtz von Hörnews lobte nach der ersten Kiosk Folge die Besetzung der Serie. Ranja Helmy (heute Bonalana) als Wendy klinge sympathisch, allerdings werde sie manchmal zu übernatürlich freundlich dargestellt. Ansonsten würden die Darsteller lebensecht klingen. Außerdem, sei die musikalische Untermalung recht dezent, aber wirkungsvoll. Benjamin Vahldiek von KidsDeal findet, dass die Serie richtig Spaß mache und tolle Geschichten und Sprecher biete. Besonders gut sei der Erzähler Hubertus Bengsch. Die Serie widme sich nicht nur dem klassischen Pferdethema, sondern beschäftige sich auch mit Wilderern, Gaunerbanden, Brandstiftern, Naturschützern sowie kleineren Intrigen. Daher sei sie sowohl für Jungen als auch für Mädchen sowie für Jung und Alt geeignet. Im Jahr 2001 kam die Serie auf den 13. Platz der Verkaufscharts für Hörspielserien mit einem Umsatz von 1,6 Millionen Mark. Ein Jahr später erlangte sie den 12. Platz.